# Erich Linemayr
Erich Linemayr (* 24. Jänner 1933 in Linz; † 4. Juni 2016) war ein österreichischer Fußballschiedsrichter.
Der FIFA-Schiedsrichter pfiff in seiner Laufbahn drei Partien bei Fußball-Weltmeisterschaften, zwei 1974 in der Bundesrepublik Deutschland, eine 1978 in Argentinien. Außerdem leitete er zwei Spiele bei der Fußball-Europameisterschaft 1980 in Italien und das Finale des Europapokal der Landesmeister 1978/79.

## Leben und Karriere
Im Alter von 13 Jahren begann Linemayr seine Karriere als Fußballspieler beim lokalen SK Admira Linz. Im Alter von 20 Jahren beendete er aus Rücksichtnahme auf seinen Beruf seine Karriere als Aktiver. Dann wandte er sich der Leichtathletik zu, die er auch täglich nach Arbeitsende ausüben konnte. So war er vor allem als Mittelstreckenläufer aktiv und brachte es binnen fünf Jahren auf 16 oberösterreichische Landesmeistertitel. Um Pönale zu sparen, wurde er im März 1956 von Verantwortlichen des SK Admira Linz überredet, die Schiedsrichterprüfung abzulegen. Nach erfolgreichen Prüfungen begann Linemayr seine Schiedsrichtertätigkeit in der dritthöchsten Spielklasse des Landes. Während viele Schiedsrichter der damaligen Zeit die Strafraumszenen per Distanz nach Gefühl und im Zweifelsfall für die Verteidiger entschieden, hielt sich Linemayr zumeist in Strafraumnähe auf, weshalb es unter seiner Leitung auch mehr Strafstöße gab. Dies brachte ihm den Spitznamen „Elfermayr“ ein.
Linemayr wurde 1963 Schiedsrichter in der Staatsliga und 1966 als sogenannter «internationaler Schiedsrichter» berufen. Anfang Oktober 1968 wurde er nach dem Unfalltod Eduard Babauczeks auf die Schiedsrichterliste der UEFA gesetzt und 1969 zum FIFA-Schiedsrichter berufen.
Er war in dieser Tätigkeit vielfach im Einsatz. In seiner Karriere zwischen 1966 und 1981 pfiff er 52 Europacup-Spiele und 30 Länderspiele. Bekannt wurde er unter anderem als Teilnehmer folgender Spiele:
- 1973: Schiedsrichter beim Qualifikationsspiel Chile – Sowjetunion am 21. November 1973 in Santiago de Chile. Dabei handelte es sich um ein Qualifikationsspiel für die Fußball-WM 1974. Die Sowjetunion war aus Protest gegen den Militärputsch und das Pinochet-Regime nicht angetreten; Chiles Mannschaft stand alleine auf dem Platz und gewann 1:0.[2]
- WM 1974: Schiedsrichter beim Spiel Deutschland – Polen, die sogenannte Wasserschlacht von Frankfurt
- 1976: Europacup der Landesmeister: Schiedsrichter beim Halbfinal-Spiel Real Madrid – FC Bayern München. Nach dem Schlusspfiff in Madrid am 31. März 1976 (1:1) versetzte ein offensichtlich enttäuschter fünfzehnjähriger Real-Fan zuerst Gerd Müller und dann Linemayr einen Faustschlag (der Rowdy konnte daraufhin von Torwart Sepp Maier und von Uli Hoeneß gebändigt werden).[3] In späteren Meldungen wurde das Alter des Störenfrieds, dessen Name mit Jaime del Pozo angegeben wurde, bezweifelt, da er verheiratet war. Er gab in einem Interview bekannt, dass er über die Strafe gegen Real bestürzt sei und er für den Klub ins Gefängnis gehen würde.[4]
- WM 1978: Linienrichter beim Finale Argentinien – Niederlande
- EM 1980: Schiedsrichter beim Spiel um Platz drei Italien – Tschechoslowakei

Da Linemayr aufgrund seiner sportlichen Tätigkeit vor allem in Österreich sehr populär war, wurde er auch des Öfteren in diverse Fernsehsendungen eingeladen, so unter anderem auch in die deutsche Fernsehshow Dalli Dalli. Aufgrund der 48-Jahre-Regel beendete er im Jahre 1981 seine Laufbahn als Schiedsrichter und begann eine zweite erfolgreiche Laufbahn als Funktionär.
In weiterer Folge war Linemayr 20 Jahre lang Regelreferent und 15 Jahre lang Obmann-Stellvertreter des OÖSK, des oberösterreichischen Schiedsrichterverbands. Des Weiteren war er 22 Jahre lang Regelreferent des ÖFB, ebenso lange Beobachter in der Bundesliga, 15 Jahre lang Mitglied des Senates 4 der Bundesliga, sowie zwei Jahrzehnte lang (bis 2003) internationaler Beobachter der UEFA.
Hauptberuflich war der Träger zahlreicher Ehrenzeichen bis Ende der 1980er in einem großen Linzer Farbengeschäft tätig. Zu seinen Ehrungen zählen unter anderem der Ehrenring des OÖSK, den er 1979 erhielt, oder die Verleihung des Ehrentitels Konsulent des Landes Oberösterreich für seine Verdienste um das Sportwesen. 1996 wurde er zum Ehrenobmann des Oberösterreichischen Schiedsrichterkollegiums (OÖSK) ernannt und blieb dies auf Lebenszeit. Linemayr verstarb im Alter von 83 Jahren am 4. Juni 2016. Die Trauerfeier für Linemayr fand am 14. Juni 2016 im Urnenhain Urfahr statt.